# Windsor and Maidenhead
Windsor and Maidenhead (littéralement, « Windsor-et-Maidenhead »), titré borough royal de Windsor and Maidenhead en raison du patronage royal octroyé à Windsor, est un territoire relevant d’une autorité locale unique créée le 1er avril 1998.
On y trouve le château de Windsor ainsi que le parc d'attractions Legoland Windsor.

## Villes et villages
La circonscription de Windsor and Maidenhead est constituée de :
- Ascot
- Bray
- Clewer, Cookham
- Datchet, Dedworth
- Eton, Eton Wick
- Horton
- Maidenhead
- North Ascot (seulement le parish of Sunninghill and Ascot)
- South Ascot, Sunningdale
- Waltham St Lawrence
- White Waltham
- Windsor
- Wraysbury

## Jumelage
Le Royal Borough of Windsor and Maidenhead est jumelé avec :
- Neuilly-sur-Seine, France - en 1955 avec le Royal Borough of New Windsor.
- Saint-Cloud, France - en 1957 avec Maidenhead.
- Bad Godesberg, Allemagne - en 1960 avec Maidenhead.
- Goslar, Allemagne - en 1969 avec le Royal Borough of New Windsor.
- Frascati, Italie - en 1972 avec Maidenhead.
- Courtrai, Belgique - en 1981 avec le Royal Borough of Windsor and Maidenhead.